# Bernadine Healy
 (janvier 2019).
Pour les articles homonymes, voir Healy (homonymie).
Bernadine Patricia Healy (4 août 1944 - 6 août 2011) est une cardiologue américaine, première femme directrice du National Institutes of Health (NIH).  Elle a notamment été professeure de médecine à l'université Johns-Hopkins, professeure et doyenne du Collège de médecine et de santé publique de l'université d'État de l'Ohio et présidente de la Croix-Rouge américaine et de l'American Heart Association. Rédactrice en chef sur la santé et chroniqueuse pour US News & World Report, elle était souvent sollicitée dans les médias sur les questions de santé. 

## Biographie
Née à New York, Healy montre rapidement des capacités intellectuelles hors norme et devient la meilleure élève de sa classe dans un lycée réputé pour les surdoués à Manhattan. 
Elle poursuit ses études à la faculté de médecine de Harvard , où elle obtient une bourse d'études complète. Elle est l'une des dix femmes sur les 120 étudiants de sa promotion. Après avoir obtenu son diplôme en 1970, elle effectue son internat en cardiologie à l'Hôpital Johns-Hopkins. Elle devient la première femme à intégrer la faculté de cardiologie à plein temps et accède rapidement au rang de professeure de médecine. 

## Initiative pour la santé des femmes
Healy crée l'initiative pour la santé des femmes (Women's Health Initiative) au budget de 625 millions de dollars qui vise à étudier les causes, la prévention et le traitement des maladies qui affectent les femmes à partir de la quarantaine.  L’étude révèle des informations cruciales, notamment en 2002, selon lesquelles un traitement hormonal substitutif combiné augmenterait le risque de cancers du sein invasifs de 26%, les crises cardiaques de 27% et un accroissement du risque d'accident vasculaire cérébral.  Les résultats de l'étude ont permis une réduction permanente de 15% par an du cancer du sein invasif à œstrogènes positifs chez les femmes ménopausées aux États-Unis. Le marché des médicaments de substitution hormonale (THS) aux États-Unis a simultanément chuté de 50%, pour atteindre 1 milliard de dollars, douze mois après la publication des résultats de l'étude.
En tant que présidente de l'American Heart Association de 1988 à 1989, elle a cherché à convaincre le public et le monde médical que la maladie cardiaque était aussi une maladie de femme, "et non une maladie d'homme déguisée".  Nommée présidente de la Croix-Rouge américaine en 1999, Healy s’est employé à améliorer la sécurité et la disponibilité de l’approvisionnement en sang américain tout en supervisant la mise au point d’un programme d’intervention contre les armes de destruction massive.  
Elle est à l'origine du terme syndrome de Yentl, qui met en évidence la différence de prise en charge en médecine des hommes et des femmes. 

## Mort
Healy décède d'un cancer du cerveau le 6 août 2011, deux jours après son 67e anniversaire. 